# Associação dos Pioneiros, Profissionais e Incentivadores da Televisão no Brasil
Pró-TV é o nome informal da Associação dos Pioneiros, Profissionais e Incentivadores da Televisão no Brasil, fundada em 1995.
Ela tem como objetivo criar o Museu da TV Brasileira em São Paulo, cidade onde "nasceu" a televisão brasileira em 18 de setembro de 1950. Esta data, que é da inauguração da TV Tupi de São Paulo, foi oficializada pela Pró-TV e pelo governo federal como Dia Nacional da Televisão em 18 de setembro de 2001.
Nesse dia, uma comissão de pioneiros, chefiada por Vida Alves, presidente da associação, vai à Brasília, comemorar a data. Entre eles, Marcos Plonka, Geórgia Gomide, Sonia Maria Dorce, Paulo Machado de Carvalho Neto (ABERT), Mauro Salles e Paulo Cabral de Araújo, dos Diários Associados.